# Matilde Díaz Vélez
Matilde o Mathilde Díaz Vélez (Buenos Aires, 2 de julio de 1899- Buenos Aires, 9 de junio de 1986) fue una estanciera y empresaria argentina.

## Biografía

### Nacimiento y familia
Matilde Díaz Vélez fue la segunda hija del matrimonio celebrado el 24 de septiembre de 1892 entre el ingeniero, estanciero y empresario Carlos Díaz Vélez y Mathilde Juliana María Álvarez de Toledo.«Patina», tal era su sobrenombre, se crio en el seno de una familia de la aristocracia porteña, católica, proveniente por ambos progenitores de linajes históricos. Por parte de su padre fue bisnieta de Eustoquio Díaz Vélez. Por su ascendencia materna provenía de los Álvarez de Toledo, una de las familias nobles más tradicionales de España.
Matilde tuvo una hermana mayor llamada María del Carmen Felicitas Díaz Vélez, quien era conocida coloquialmente como «Tita», nacida el 10 de julio de 1893 y quien casó, el 11 de diciembre de 1914, con Belisario Ernesto Álvarez de Toledo, padres de siete hijos.
Quedó soltera y no tuvo descendencia. Empero se vinculó familiarmente y, en especial, con sus sobrinos.Fue amiga de Victoria Ocampo de quien era contemporánea y con quien compartió muchas de sus ideas.

### Estanciera y urbanista
Desde muy joven y debido a la muerte de su padre, debió ocuparse de la administración y mejora de los bienes que heredó del mismo, entre otros campos, la estancia "Las Ruinas", situada en el partido de Ayacucho, provincia de Buenos Aires, formando la compañía "Estancias Las Ruinas S.A.".Como urbanista se desenvolvió en dos localidades: la Villa Díaz Vélez, el balneario de la ciudad de Necochea y Guernica, en el Gran Buenos Aires.

#### Villa Díaz Vélez
Continuó, junto con su hermana, con la urbanización de la Villa Díaz Vélez, que es actualmente el barrio balneario de la ciudad de Necochea, labor que había iniciado su abuelo Eustoquio Díaz Vélez hijo, quien, hacia finales del siglo XIX, comenzó con el trazado de las primeras calles y las construcciones iniciales. 
Los Díaz Vélez promocionaron a la Villa Díaz Vélez como centro turístico de veraneo, toda una novedad en la sociedad argentina del momento que la convirtió en uno de los primeros y más antiguos sitios vacacionales de la costa atlántica argentina. [cita requerida]Luego que Carlos Díaz Vélez logró, en 1911, que la Villa Díaz Vélez fuera incorporada el ejido citadino, Desde entonces, este barrio necochense ubicado sobre el Mar Argentino, comenzó a crecer con mayor rapidez siendo el centro de la actividad de la ciudad durante los meses de verano.[cita requerida]

## Aficiones y otras actividades

### Revista Sur
Atraída por la cultura, Díaz Vélez entabló amistad con la escritora Victoria Ocampo, con quien compartió muchos de sus proyectos, siendo su confidente, accionista, administradora y difusora de su trayectoria aún después de su muerte.
Colaboró en la revista literaria Sur —la obra clave de Victoria Ocampo que la había fundado y dirigido en 1931— como gerente ad honorem junto a la poetisa Fryda Schultz de Mantovani y a la profesora María Reneé Cura.
Ocampo le encomendó a su amiga que, ocurrido su fallecimiento, a modo de autocensura y por respeto a sus más profundos pensamientos, quemara algunos documentos previamente seleccionados por ella, como manuscritos, cartas y carpetas. Fiel al deseo de su amiga satisfizo su última voluntad junto a Josefina Dorado, prima de la escritora, quien vivía en lo de Angélica Ocampo y a quien representaba por entonces, y todo el personal de la Villa Ocampo. También fueron quemados, en la propiedad de Angélica, en el bajo, los documentos relacionados con la enfermedad de Victoria.
Díaz Vélez escribió a Angélica Ocampo:

Te agradezco la confianza que depositas en mí y que me honra, así como me sentía orgullosa de la incondicional confianza que me demostraba Victoria, a la cual traté siempre de responder con mi leal saber y entender, alentada por el gran cariño y la enorme admiración que sentía por Victoria.

A partir de 1979, año en que falleció Ocampo, Díaz Vélez continuó con la publicación de Sur. Cumplió así su compromiso de evitar que la revista interrumpiera su tirada.También tomó a su cargo la presidencia del Consejo de Administración de la Fundación Sur, cargo que conservó hasta su fallecimiento en 1986. En la presidencia fue sucedida por María Renée Cura con quien había reeditado algunas obras de Ocampo.

### Bridge
Fue una gran aficionada del juego del bridge y se involucró con la Conferación Sudamericana de Bridge, a la cual donó dos trofeos. Las autoridades establecieron que el primero fuera el trofeo Challenger y que tuviera como objetivo la premiación a la mejor jugadora anual del sexo femenino. En las actas de 1948 consta la inscripción:

El Consejo Directivo de nuestra Asociación recibió en calidad de donación de parte de la Señorita Matilde Diaz Velez un artístico trofeo destinado a perpetuar la memoria del malogrado maestro argentino Dr. Luis A. Schenone.

El segundo donativo fue la copa Esther Pérez Mendoza, que se entrega en el Campeonato Interclub de Damas.

## Fallecimiento
Matilde Díaz Vélez falleció en Buenos Aires, el 9 de junio de 1986, a la edad de 86 años, víctima de cáncer, en su domicilio particular situado en la calle Guido 1598, piso 2, de la Ciudad de Buenos Aires.
En la necrológica aparecida en el diario La Nación, del 12 de junio de 1986 se puede leer:

Queda de Mathilde Díaz Vélez su ejemplo de mujer fuerte, íntegro, sensible y despierta, que se sobrevive a sí misma a través de una vasta y fecunda obra.

Sus restos descansan en la bóveda familiar de Eustoquio Díaz Vélez, que es Monumento Histórico Nacional, ubicada en el Cementerio de la Recoleta de la ciudad de Buenos Aires.

### Homenajes
En la ciudad de Guernica dos establecimientos educativos conmemoran a Matilde Díaz Vélez; el jardín de infantes N° 915 Mathilde Díaz Vélez, de educación preescolar,y la escuela de educación primaria para adultos N° 702 Matilde Díaz Vélez.Allí también lleva su nombre la plaza Matilde Díaz Vélez, ubicada en la rotonda delimitada por la avenida 12 y la avenida 33.